# 联合国人权事务委员会
联合国人权事务委员会（英語：United Nations Human Rights Committee）是聯合國轄下的一個專門委員會，由18名專家每年三次，每次四星期，分別於紐約的聯合國總部或日內瓦舉行會議。其主要職責為審議由162個聯合國成員國根據《公民權利和政治權利國際公約》的實行報告，並監察112個簽定了兩項任擇議定書締約國的實行情況。該委員會作爲一個專家機構，是一個聯合國人權條約機構。十個條約機構分別監督聯合國九大國際人權公約的執行情況。
《第一任擇議定書》於1976年3月23日制定，賦予個人就公民政治權受侵害之申訴與救濟程序；目前有113個國家簽署。《第二任擇議定書》於1991年7月11日制定，其目的為廢除死刑，目前有73個國家簽署。
對联合国人权事务委员会的爭議主要在於其功能是屬於準司法機構，還是僅是就有關條約作用權威性詮釋的機構。人权事务委员会的會員需具備「高的道德標準並具備渊博及得到承認的人權知識」，任期為4年，但當中的一半成員需每兩年於聯合國大會中經投票確認，由每個成員國投出，但他們非代表其所屬國家而只以個人參選。

## 與人權理事會的區別
本組織不應與有更高職責和權力的聯合國人權理事會（United Nations Human Rights Council）相混淆。人權理事會是聯合國系統中一個更高層次的政府間組織，根據联合国宪章所成立。
- 人權理事會是聯合國系統的一個政府間機構，容許成員國就所有國際上的人權議題進行討論，並最終可以提出建議且向聯大提交年度報告。
- 人權事務委員會僅根據《公民權利和政治權利國際公約》成立，不是聯合國系統的一部分。其討論範圍僅局限於討論締約國（聯合國192個成員國並非均為締約國）在執行落實該條約的進程。同其他九個條約機構一樣，接受人權高專辦的贊助[4]。